# Округ Рокингхам (Вирџинија)
Рокингхам (енгл. Rockingham County) је округ у америчкој савезној држави Вирџинија.

## Демографија
По попису из 2010. године број становника је 76.314, што је 8.589 (12,7%) становника више него 2000. године.
| Група             | 2000.          | 2010.          |
| Белци             | 63.938 (94,4%) | 69.640 (91,3%) |
| Афроамериканци    | 924 (1,4%)     | 1.273 (1,7%)   |
| Азијати           | 199 (0,3%)     | 460 (0,6%)     |
| Хиспаноамериканци | 2.221 (3,3%)   | 4.076 (5,3%)   |
| Укупно            | 67.725         | 76.314         |